# Buffalo farkas
A Buffalo farkas (Canis lupus nubilus), a farkas (Canis lupus) észak-amerikai alfaja.
Hajdan Manitobától Texasig terjedő hatalmas, síksági területen élt.
Közepes termetű, változatos színű farkas.
Eddig azt hitték, hogy 1926-ban kipusztult, de a legújabb kutatások szerint Minnesotában, Wisconsinban és Michigan északi részén fennmaradt. 2004-ben állományát több mint 3700 egyedre becsülték.

## Életmód
A buffalo farkas valaha az óriási csordákban élő amerikai bölény csordákra vadászott (valószínűleg a ma már kihalt amerikai ősbölényt és a szintén kihalt sztyeppei bölényt és sajnos az úgy szintén kihalt Bison occidentalist és a hosszúszarvú bölényre is vadászott). Ez az alfaj alkotta az állítólagos legnagyobb falkákat (csak az óriás farkas falkái voltak nagyobbak) amik akár 45-50 egyedet is számlálhattak.

## Érdekességek
Egyesek szerint a híres marhapusztító Lobo is ehhez az alfajhoz tartozott.